# Mengesha Yohannes
Ras Mengesha Yohannes (Ge'ez : ራስ መንገሻ ዮሐንስ) (1868-1906) fut Ras du Tigray (1889-1898), fils naturel du Negusse Negest (empereur) Yohannes IV et père de Seyoum Mengesha. En tant que prétendant au trône impérial, il avait également le titre de Leul.

## Biographie
Avant la bataille de Metemma, Mengesha était considéré comment un neveu de Yohannes IV. Pendant la bataille, le Negusse Negest fut mortellement blessé et sur son lit de mort, il reconnut que Mengesha était son fils et celui-ci fut désigné son héritier. Les affrontements entre les différents prétendants avaient empêché Mengesha de s'affirmer comme seul véritable souverain. Finalement ce sera Menelik II qui le 3 novembre 1889, sera couronné Negusse Negest. Mengesha refusa alors de se soumettre à son autorité et fut tenté pendant une période de s'allier avec la nouvelle colonie italienne d'Érythrée afin de renverser le nouveau souverain. Toutefois, le danger que représentait les Italiens pour l'Abyssinie et qu'il affronte sans succès lors des batailles de Coatit et de Senafé en 1895, amena Mengesha à se soumettre à se battre du côté de Menelik II lors de la bataille d'Adoua.
Mengesha était marié à Woyzero Kefey Welle, la nièce de Taytu Betul. Lorsqu'il se vit refuser le titre de Roi de Sion, il se rebella contre Menelik. Il sera capturé et assigné à résidence dans un ancien palais royal à Ankober. Il mourra en 1906.